# あおぞら (岩崎宏美のアルバム)
『あおぞら』は、岩崎宏美が1975年9月5日にリリースしたファースト・アルバムである。発売元はビクター音楽産業。
規格品番SJX-222→SJX-10107(価格改定盤)

## 解説
- デビュー曲である「二重唱（デュエット）」、大ヒットした「ロマンス」の2枚のシングルを含む全11曲を収録。
- カセットと8トラックテープは『ロマンス』というタイトルに変更され、収録曲の順番が入れ替わっている。また、「美しいあなた」は未収録である。
- 1991年に、次作『ファンタジー』（1976.2.10）とのカップリングで初CD-DA化され（2作品を1枚に収録）、1994年に単独でCD化された。また、2007年に紙ジャケットで復刻された際には、アルバム未収録であった「そうなのよ」（3rdシングル「センチメンタル」のB面曲）がボーナス・トラックとして収録された。

## 収録曲

### オリジナル盤
- 特記以外全作詞：阿久悠

Side-A
1. ロマンス
作曲・編曲：筒美京平
2. はだしの散歩
作曲・編曲：穂口雄右
3. ささやき
作曲・編曲：穂口雄右
4. 私たち
作曲・編曲：筒美京平
5. 二重唱 (デュエット)
作曲：筒美京平／編曲：萩田光雄

Side-B
1. 空を駈ける恋
作曲・編曲：馬飼野康二
2. 愛をこめて
作詞：千家和也／作曲・編曲：穂口雄右
3. 涙のペア・ルック
作曲・編曲：筒美京平
4. 月見草
作曲：筒美京平／編曲：萩田光雄
5. 美しいあなた
作詞：千家和也／作曲・編曲：穂口雄右
6. この広い空の下
作曲・編曲：馬飼野康二

### CD盤（1991年版）
定番コレクション 2in One「あおぞら + ファンタジー」
- M-12 - 21の作家は項目『ファンタジー』を参照のこと。

1. ロマンス
2. はだしの散歩
3. ささやき
4. 私たち
5. 二重唱（デュエット）
6. 空を駆ける恋
7. 愛をこめて
8. 涙のペア・ルック
9. 月見草
10. 美しいあなた
11. この広い空の下
12. パピヨン
13. キャンパス・ガール
14. ファンタジー
15. 愛よ、おやすみ
16. 感傷的
17. おしゃれな感情
18. ひとりぼっちの部屋
19. グッド・ナイト
20. 月のしずくで
21. センチメンタル

### CD盤（2007年）
1. ロマンス
2. はだしの散歩
3. ささやき
4. 私たち
5. 二重唱（デュエット）
6. 空を駆ける恋
7. 愛をこめて
8. 涙のペア・ルック
9. 月見草
10. 美しいあなた
11. この広い空の下
12. そうなのよ（ボーナス・トラック）：シングル「センチメンタル」B面
作詞：阿久悠／作曲・編曲：筒美京平